# 대한민국 형사소송법 제81조
대한민국 형사소송법 제81조는 구속영장의 집행에 대한 형사소송법의 조문이다.

## 조문
제81조(구속영장의 집행) ① 구속영장은 검사의 지휘에 의하여 사법경찰관리가 집행한다. 단, 급속을 요하는 경우에는 재판장, 수명법관 또는 수탁판사가 그 집행을 지휘할 수 있다.
②제1항 단서의 경우에는 법원사무관등에게 그 집행을 명할 수 있다. 이 경우에 법원사무관등은 그 집행에 관하여 필요한 때에는 사법경찰관리·교도관 또는 법원경위에게 보조를 요구할 수 있으며 관할구역 외에서도 집행할 수 있다.  <개정 2007.6.1.>
③교도소 또는 구치소에 있는 피고인에 대하여 발부된 구속영장은 검사의 지휘에 의하여 교도관이 집행한다.  <개정 1963.12.13., 2007.6.1.>

第81條(拘束令狀의 執行) ① 拘束令狀은 檢事의 指揮에 依하여 司法警察官吏가 執行한다. 但, 急速을 要하는 境遇에는 裁判長, 受命法官 또는 受託判事가 그 執行을 指揮할 수 있다.
②제1항 단서의 경우에는 법원사무관등에게 그 執行을 命할 수 있다. 이 境遇에 법원사무관등은 그 執行에 關하여 必要한 때에는 사법경찰관리·교도관 또는 법원경위에게 輔助를 要求할 수 있으며 管轄區域 外에서도 執行할 수 있다.  <개정 2007.6.1.>
③矯導所 또는 拘置所에 있는 被告人에 對하여 發付된 拘束令狀은 檢事의 指揮에 依하여 교도관이 執行한다.  <개정 1963.12.13., 2007.6.1.>

## 참조조문

### 형사소송규칙
제48조(검사에 대한 구속영장의 송부) 검사의 지휘에 의하여 구속영장을 집행하는 경우에는 구속영장을 발부한 법원이 그 원본을 검사에게 송부하여야 한다.

제49조(구속영장집행후의 조치) ① 구속영장집행사무를 담당한 자가 구속영장을 집행한 때에는 구속영장에 집행일시와 장소를, 집행할 수 없었을 때에는 그 사유를 각 기재하고 기명날인하여야 한다.  <개정 1996.12.3.>
②구속영장의 집행에 관한 서류는 집행을 지휘한 검사 또는 수탁판사를 경유하여 구속영장을 발부한 법원에 이를 제출하여야 한다.
③ 삭제  <2007.10.29.>

제49조의2(구인을 위한 구속영장 집행후의 조치) 구인을 위한 구속영장의 집행에 관한 서류를 제출받은 법원의 재판장은 법원사무관 등에게 피고인이 인치된 일시를 구속영장에 기재하게 하여야 하고, 법 제71조의2에 따라 피고인을 유치할 경우에는 유치할 장소를 구속영장에 기재하고 서명날인하여야 한다.
[본조신설 2007.10.29.]

## 적용
현재 검사의 경찰 수사지휘 규정이 없어졌으므로 검사가 사법경찰인 검찰수사관에게 집행지휘를 할 수 있다는 본 조 규정은 수사준칙이나 다른 법등과 맞지 않아 논란이 빚어질 수 있어 개정이 필요하다는 주장이 있다

## 판례

### 구속영장의 효력범위
- 사건단위: 구속의 효력은 원칙적으로 위 방식에 따라 작성된 구속영장에 기재된 범죄사실에만 미친다[2]
- 인단위: 그 구금일수를 어느 죄에 관한 형에 산입할 것인가의 문제는 법원의 재량에 속하는 사항.….. 판결선고 전의 구금일수를 구속영장이 발부되지 아니한 다른 범죄사실에 관한 죄의 형에 산입할 수도 있다[3]

### 이중구속
- 구속의 효력은 원칙적으로 위 방식에 따라 작성된 구속영장에 기재된 범죄사실에만 미치는 것이므로， 구속기간이 만료될 무렵에 종전 구속영장에 기재된 범죄사실과 다른 범죄사실로 피고인을 구속하였다는 사정만으로는 피고인에 대한 구속이 위법하다고 할 수 없다[4].

### 별건구속
- 별건구속기간을 본건 범행사실의 수사에 실질상 이용하였다 하더라도 그 구금일수는 본건의 본형에 산입할 수는 없다[5].

## 참고 문헌
- 손동권 신이철, 새로운 형사소송법(초판, 2013), 세창, 2013. ISBN 9788984114081